# Teoría de Kummer
En álgebra abstracta y teoría de números, la teoría de Kummer proporciona una descripción de ciertos tipos de extensiones de campo que implican la adjunción de enésimas raíces de elementos del campo base. La teoría fue desarrollada originalmente por Ernst Eduard Kummer alrededor de la década de 1840 en su trabajo pionero sobre el último teorema de Fermat. Las declaraciones principales no dependen de la naturaleza del campo, aparte de su característica, que no debe dividir el entero n, y por lo tanto pertenecen al álgebra abstracta. La teoría de las extensiones cíclicas del campo K cuando la característica de K divide a n se llama teoría de Artin-Schreier. 
La teoría de Kummer es básica, por ejemplo, en la teoría de campo de clase, y en general, en la comprensión de las extensiones abelianas. La teoría afirma que en presencia de suficientes raíces de la unidad, las extensiones cíclicas pueden entenderse en términos de extracción de raíces. La carga principal en la teoría de campo de clase es prescindir de raíces adicionales de la unidad ('descender' de regreso a campos más pequeños); que es algo mucho más trascendente. 

## Extensiones de Kummer
Una extensión de Kummer es una extensión de campo L/K, donde para un entero dado n>1 se tiene que 
- K contiene n distintas raíces de la unidad enésimas (es decir, raíces de Xn−1)
- L/K tiene un grupo de Galois abeliano de exponente n.

Por ejemplo, cuando n = 2, la primera condición siempre es verdadera si K tiene la característica ≠ 2. Las extensiones de Kummer en este caso incluyen extensiones cuadráticas {\displaystyle L=K({\sqrt {a}})} donde a en K es un elemento no cuadrado. Por la solución habitual de ecuaciones cuadráticas, cualquier extensión de grado 2 de K tiene esta forma. Las extensiones de Kummer en este caso también incluyen extensiones bicuadráticas y extensiones multicuadráticas más generales. Cuando K tiene la característica 2, no existen tales extensiones de Kummer. 
Tomando n = 3, no hay extensiones de Kummer de grado 3 del campo numérico racional Q, ya que para tres raíces cúbicas de 1 se requieren números complejos. Si se considera que L es el campo de división de (X3 − a) sobre Q, donde a no es un cubo en los números racionales, L contiene un subcampo K con tres raíces cúbicas de 1. Esto se debe a que si α y β son raíces del polinomio cúbico, se tendrá que (α/β)3 = 1 y la cúbica es un polinomio separable. Entonces L/K es una extensión de Kummer. 
De manera más general, es cierto que cuando K contiene n raíces enésimas de la unidad distintas, lo que implica que la característica de K no divide n, entonces contiguo a K la enésima raíz de cualquier elemento a de K crea una extensión de Kummer (de grado m, para algunos m dividiendo n). Como el campo de división del polinomio (Xn − a), la extensión de Kummer es necesariamente de Galois, con un grupo de Galois que es cíclico de orden m. Es fácil seguir la acción de Galois a través de la raíz de la unidad frente a {\displaystyle {\sqrt[{n}]{a}}.}
La teoría de Kummer proporciona declaraciones inversas. Cuando K contiene n raíces enésimas de la unidad distintas, se establece que cualquier extensión abeliana de K de exponente dividiendo n se forma mediante la extracción de raíces de elementos de K. Además, si K× denota el grupo multiplicativo de elementos distintos de cero de K, las extensiones abelianas de K del exponente n corresponden biyectivamente con subgrupos de 
{\displaystyle K^{\times }/(K^{\times })^{n},}
es decir, elementos de K× módulo enésimas potencias. La correspondencia se puede describir explícitamente de la siguiente manera. Dado un subgrupo 
{\displaystyle \Delta \subseteq K^{\times }/(K^{\times })^{n},}
la extensión correspondiente está dada por 
{\displaystyle K\left(\Delta ^{\frac {1}{n}}\right),}
donde 
{\displaystyle \Delta ^{\frac {1}{n}}=\left\{{\sqrt[{n}]{a}}:a\in K^{\times },a\cdot \left(K^{\times }\right)^{n}\in \Delta \right\}.}
De hecho, es suficiente unir la enésima raíz de un representante de cada elemento de cualquier conjunto de generadores del grupo Δ. Por el contrario, si L es una extensión de Kummer de K, entonces la regla recupera Δ
{\displaystyle \Delta =\left(K^{\times }\cap (L^{\times })^{n}\right)/(K^{\times })^{n}.}
En este caso existe un isomorfismo. 
{\displaystyle \Delta \cong \operatorname {Hom} _{\text{c}}(\operatorname {Gal} (L/K),\mu _{n})}
dado por 
{\displaystyle a\mapsto \left(\sigma \mapsto {\frac {\sigma (\alpha )}{\alpha }}\right),}
donde α es cualquier raíz enésima de a en L. Aquí {\displaystyle \mu _{n}} denota el grupo multiplicativo de enésimas raíces de la unidad (que pertenecen a K) y {\displaystyle \operatorname {Hom} _{\text{c}}(\operatorname {Gal} (L/K),\mu _{n})} es el grupo de homomorfismos continuos de {\displaystyle \operatorname {Gal} (L/K)} equipado con topología de Krull para {\displaystyle \mu _{n}} con topología discreta (con operación grupal dada por multiplicación puntual). Este grupo (con topología discreta) también se puede ver como una dualidad de Pontryagin de {\displaystyle \operatorname {Gal} (L/K)}, suponiendo que se tenga en cuenta {\displaystyle \mu _{n}} como un subgrupo del grupo circular. Si la extensión L/K es finita, entonces {\displaystyle \operatorname {Gal} (L/K)} es un grupo discreto finito y se tiene que 
{\displaystyle \Delta \cong \operatorname {Hom} (\operatorname {Gal} (L/K),\mu _{n})\cong \operatorname {Gal} (L/K),}
Sin embargo, el último isomorfismo no es natural. 

### Recuperación dea1/n{\displaystyle a^{1/n}}de un elemento primitivo
Para {\displaystyle p} primo, sea {\displaystyle K} un campo que contenga {\displaystyle \zeta _{p}}, y {\displaystyle K(\beta )/K} una extensión de Galois de grado {\displaystyle p}. Tenga en cuenta que el grupo de Galois es cíclico, generado por {\displaystyle \sigma }. Sea 
{\displaystyle \alpha =\sum _{l=0}^{p-1}\zeta _{p}^{l}\sigma ^{l}(\beta )\in K(\beta )}
Entonces 
{\displaystyle \zeta _{p}\sigma (\alpha )=\sum _{l=0}^{p-1}\zeta _{p}^{l+1}\sigma ^{l+1}(\beta )=\alpha .}
Dado que {\displaystyle \alpha \neq \sigma (\alpha ),K(\alpha )=K(\beta )} y 
{\displaystyle \alpha ^{p}=\prod _{l=0}^{p-1}\zeta _{p}^{-l}\alpha =\prod _{l=0}^{p-1}\sigma ^{l}(\alpha )=N_{K(\beta )/K}(\alpha )\in K}.
Cuando {\displaystyle L/K} es una extensión abeliana de grado {\displaystyle n=\prod _{j=1}^{m}p_{j}} sin cuadrados, de tal manera que {\displaystyle \zeta _{n}\in K}, se aplica el mismo argumento a los subcampos de Galois de grado {\displaystyle p_{j}} determinados por {\displaystyle K(\beta _{j})/K}, para obtener 
{\displaystyle L=K\left(a_{1}^{1/p_{1}},\ldots ,a_{m}^{1/p_{m}}\right)=K\left(A^{1/p_{1}},\ldots ,A^{1/p_{m}}\right)=K\left(A^{1/n}\right)}
donde 
{\displaystyle A=\prod _{j=1}^{m}a_{j}^{n/p_{j}}\in K}.

## Generalizaciones
Supóngase que G es un grupo profinito que actúa sobre un módulo A con un homomorfismo suryectivo π con G módulo A sobre sí mismo. Supóngase también que G actúa trivialmente en el núcleo C de π y que el primer grupo de cohomología H1 (G, A) es trivial. Entonces, la secuencia exacta de la cohomología del grupo muestra que existe un isomorfismo entre AG/π(AG) y Hom(G, C). 
La teoría de Kummer es el caso especial del supuesto anterior cuando A es el grupo multiplicativo del cierre separable de un campo k, G es el grupo de Galois, π es la aplicacióne de la nésima potencia, y C el grupo de nenésimastaíces de la unidad. La teoría de Artin-Schreier es el caso especial cuando A es el grupo aditivo del cierre separable de un campo k de característica positiva p, G es el grupo de Galois, π es el endomorfismo de Frobenius menos la identidad y C el campo finito de orden p. Si se considera que A es un anillo de vectores de Witt truncados, se obtiene la generalización de Witt de la teoría de Artin-Schreier a extensiones de exponentes que dividen pn. 